# Лагерен огън
Лагерният огън е огън, който се запалва при къмпингуване. При неспазване на мерките за безопасност той би могъл да предизвика пожар.

## Опасностите
Лагерният огън може да излезе от контрол по два начина: на земята или по дърветата. Шума по земята може да се възпламени при директен контакт с огъня или от високата температура. Клони могат да се възпламенят от „летящи“ въглени или искри. Вторият вариант е по-малко вероятен, но пожар по дърветата е практически невъзможен за гасене без противопожарно оборудване (ППЗ). Лагерните огньове са забранени в повечето „диви“ местности.

## Подходящо място и предпазни мерки
Най-подходящо е лагерен огън да се пали в огнище (fire ring). При липса на такова, може да се „построи“ временно огнище. Подходящ метод е да се покрие земята с пясък или друг негорим органичен материал, на дълбоина от няколко сантиметра. Площта на пясъка трябва да е достатъчна за да помести огъня и евентуално изпаднали от огъня горящи късове. Препоръчителният диаметър е около 3 метра. Ако почвата е влажна, просто е необходимо да се изкоренят разтенията по нея.
Огън не трябва да се пали в близост до дървета, висящи клони, палатки и други лесно запалими повърхности. Също така огън не трябва да се пали върху голи скали. Върху тях остава пепел, която не може да се отстрани лесно. Причинява и пукнатини в скалната повърхност. Винаги трябва да има под ръка вода в случай на пожар.

## Видове гориво
Съществува условна класификация на подходящите материали:
1. Прахан – всичко което може да бъде възпламенно с кибрит.
2. Подпалки
3. Гориво – различни видове дървесина.

Използването на растяща дървесина в естествена среда е забранено. Сечене на дървета и клони почти винаги е забранено.

## Строеж на лагерния огън
Добрият дизайн на огъня е много важен за началните стадии на възпламеняването.
- типи – един от най-използваните методи. Подпалките се подреждат на компактна купчинка. Около нея се подрежда във формата на конус дървесината.